# Heposaari (ö i Finland, Norra Karelen, Joensuu, lat 62,44, long 29,70)
Heposaari är en ö i Finland. Den ligger i sjön Pyhäselkä och i kommunen Libelits i den ekonomiska regionen  Joensuu ekonomiska region  och landskapet Norra Karelen, i den sydöstra delen av landet, 400 km nordost om huvudstaden Helsingfors. Öns area är 4,6 hektar och dess största längd är 390 meter i nord-sydlig riktning.